# Z 16 Friedrich Eckoldt
Le Z 16 Friedrich Eckoldt est un destroyer de classe 1934A construit pour la Kriegsmarine au milieu des années 1930.
Le nom du navire est un hommage au commandant du torpilleur V 48, le Kapitänleutnant Friedrich Eckoldt (en), mort le 31 mai 1916 au cours de la bataille du Jutland.

## Historique
Au tout début de la Seconde Guerre mondiale, le navire est déployé en mer Baltique pour appuyer le blocus de la côte polonaise, mais il est rapidement transféré dans la baie allemande pour poser des champs de mines défensifs. Entre 1939 et 1940, il effectue plusieurs missions de mouillage de mines au large des côtes britanniques, provoquant le naufrage de 21 navires marchands.
L’Eckoldt participe aux premières étapes de la Campagne de Norvège en transportant des troupes dans la région de Trondheim et en escortant le cuirassé Bismarck et le croiseur lourd Prinz Eugen en avril-mai 1940, avant d'être transféré en France plus tard dans l'année[pas clair]. En juin 1940, il escorte le cuirassé de poche Lützow de Kiel jusqu'en Norvège lors de la tentative de briser le blocus britannique. Attaqué par plusieurs Bristol Beaufort, le Lützow perd l'usage de ses moteurs. Le Friedrich Eckoldt le remorque jusqu'à la réparation du moteur tribord. En octobre 1940, un membre d'équipage est tué lors d'une attaque de Fairey Swordfish.
Il retourne en Allemagne à la fin de 1940 pour un radoub et est transféré en Norvège en juin 1941 dans le cadre des préparatifs de l'opération Barbarossa. Au début de la campagne, il mène des patrouilles dans les eaux soviétiques, qui se révèlent généralement infructueuses. Il escorte ensuite plusieurs convois allemands dans l'Arctique plus tard dans l'année, ainsi que plusieurs croiseurs lourds et cuirassés allemands (Köln, Admiral Scheer...) au début et à la fin de leurs missions en 1942.
Le 31 décembre 1942, à proximité du cap Nord en Norvège, le Friedrich Eckoldt, le croiseur lourd Admiral Hipper, le cuirassé de poche Lützow et plusieurs destroyers affrontent l'escorte du convoi JW 51B, destiné à l'Union soviétique. Après avoir coulé le dragueur de mines HMS Bramble, l’Eckoldt est coulé à son tour par le HMS Sheffield, qu'il avait pris pour le croiseur lourd Admiral Hipper. Le navire sombre en deux minutes sans avoir eu le temps de riposter, emportant la totalité des 341 hommes d'équipage.